# Yves Bélanger
Yves Bélanger, född 7 juli 1960 i Montréal i Québec, är en kanadensisk filmfotograf. Han har agerat som filmfotograf på ett ex antal filmer, av regissörer som Alain DeRochers, Xavier Dolan och Clint Eastwood. Han har också varit en frekvent medarbetare till den framlidne regissören Jean-Marc Vallée, samt vunnit pris för bästa filmfoto (2016), detta för sin insats i filmen Brooklyn.

## Filmografi (i urval)

### Filmer
- 2012 – Laurence Anyways
- 2013 – Dallas Buyers Club
- 2014 – Wild
- 2015 – Brooklyn
- 2015 – Demolition
- 2016 – Shut In
- 2017 – Indian Horse
- 2018 – The Mule
- 2019 – Long Shot
- 2019 – Richard Jewell
- 2024 – Juror No. 2

### TV-serier
- 2017 – Big Little Lies (TV-serie)
- 2018 – Sharp Objects (TV-serie)
- 2021 – Nio främlingar (TV-serie)